# Виль-сюр-Люм
Виль-сюр-Люм (фр. Ville-sur-Lumes) — коммуна во Франции, находится в регионе Шампань — Арденны. Департамент коммуны — Арденны. Входит в состав кантона Виллер-Семёз. Округ коммуны — Шарлевиль-Мезьер.
Код INSEE коммуны — 08483.
Коммуна расположена приблизительно в 210 км к северо-востоку от Парижа, в 95 км севернее Шалон-ан-Шампани, в 6 км к востоку от Шарлевиль-Мезьера.

## Население
Население коммуны на 2008 год составляло 470 человек.
| 1962 | 1968 | 1975 | 1982 | 1990 | 1999 | 2008 |
| ---- | ---- | ---- | ---- | ---- | ---- | ---- |
| 225  | 244  | 323  | 371  | 340  | 373  | 470  |

## Экономика
В 2007 году среди 295 человек в трудоспособном возрасте (15—64 лет) 217 были экономически активными, 78 — неактивными (показатель активности — 73,6 %, в 1999 году было 72,5 %). Из 217 активных работали 197 человек (109 мужчин и 88 женщин), безработных было 20 (6 мужчин и 14 женщин). Среди 78 неактивных 27 человек были учениками или студентами, 34 — пенсионерами, 17 были неактивными по другим причинам.

## Фотогалерея

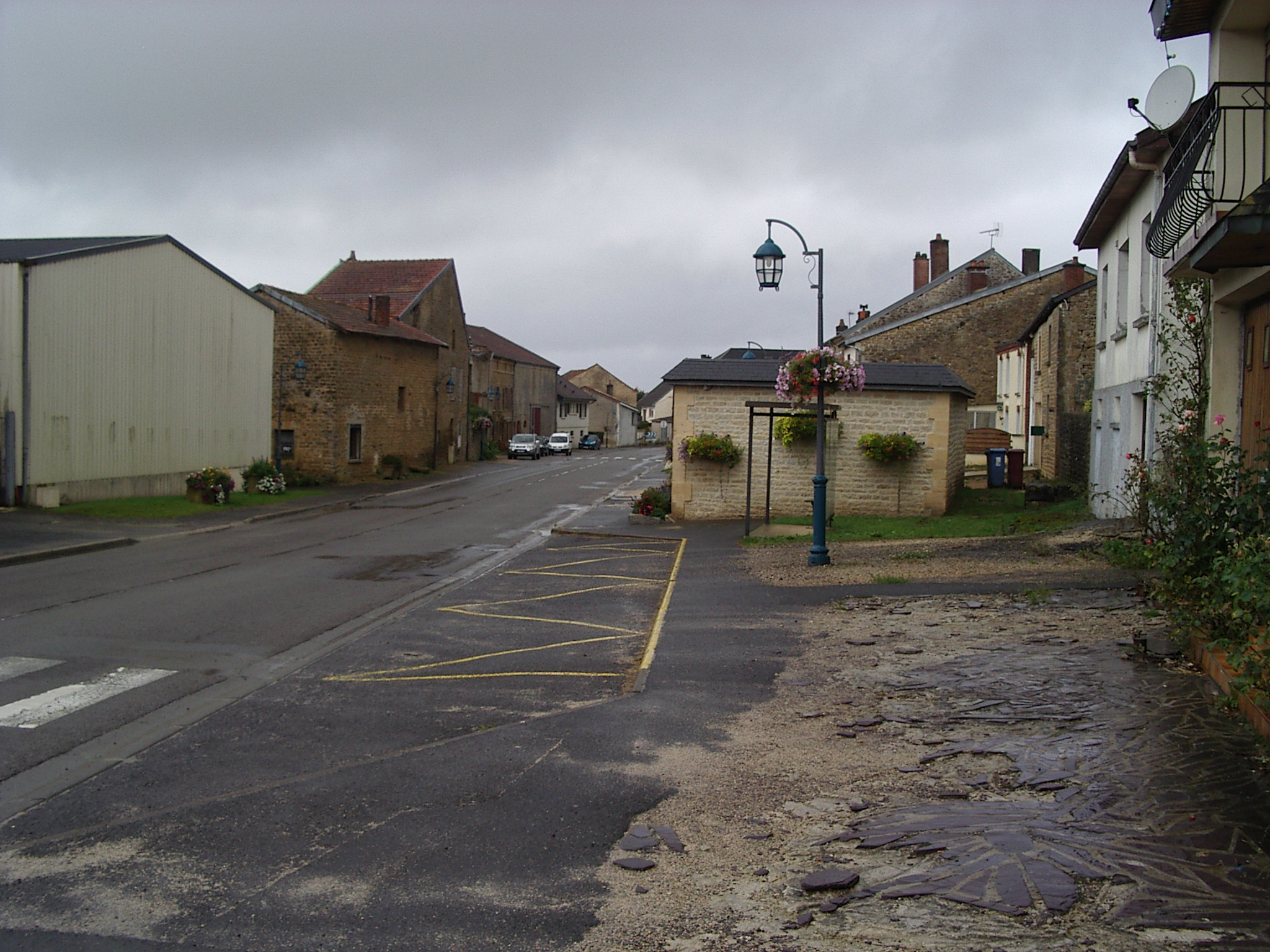
Виль-сюр-Люм
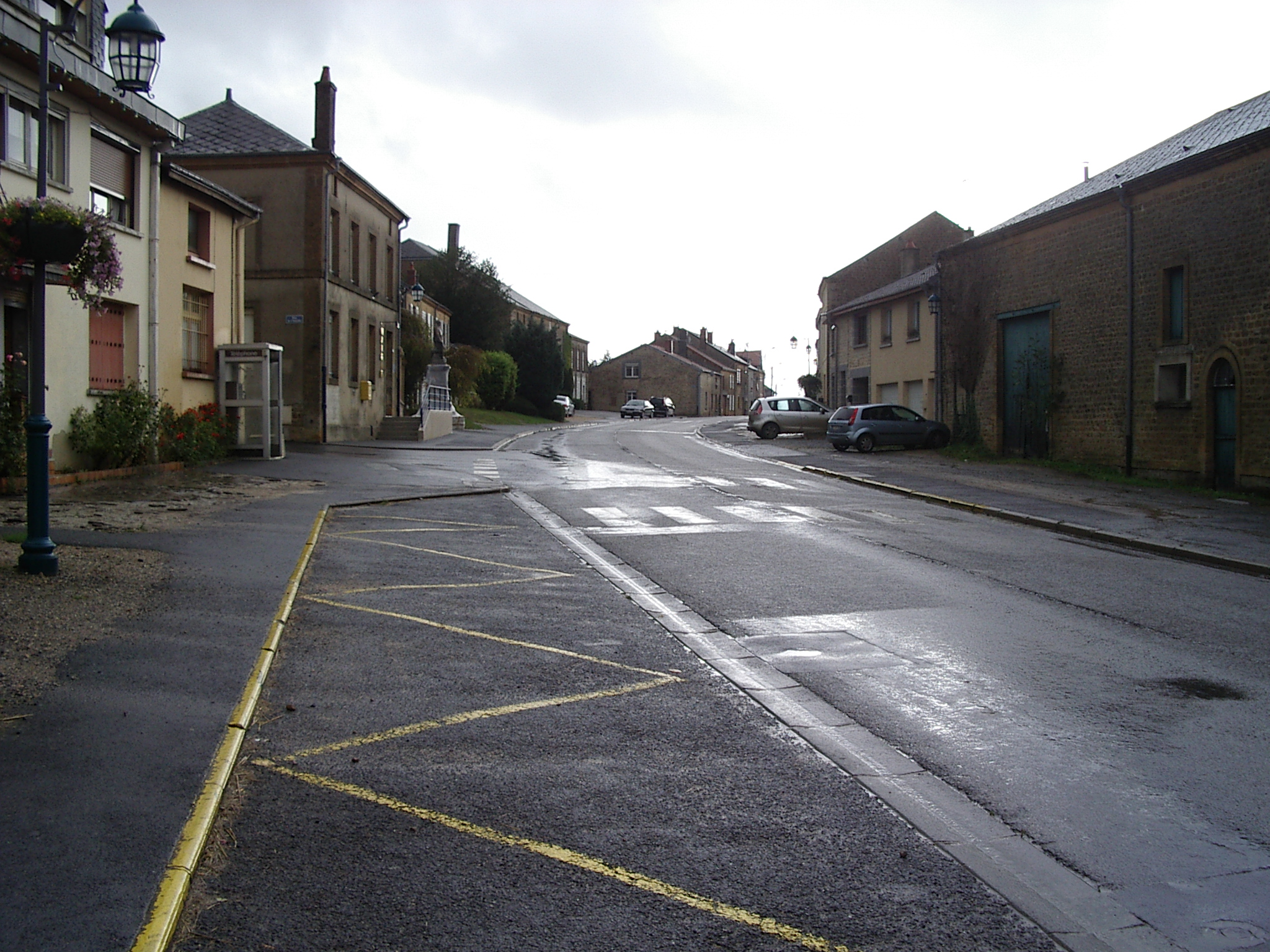
Виль-сюр-Люм
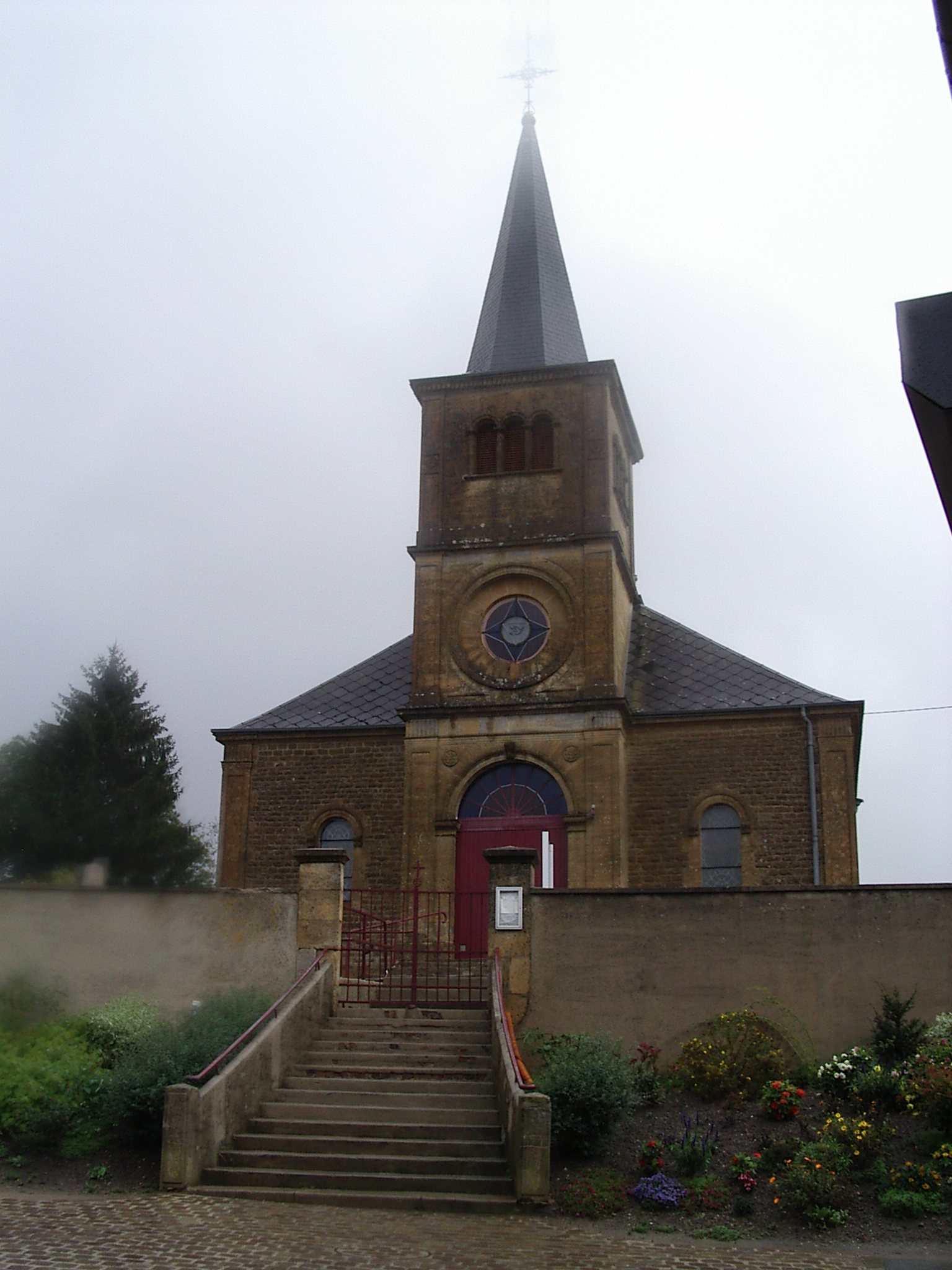
Церковь Рождества Пресвятой Богородицы
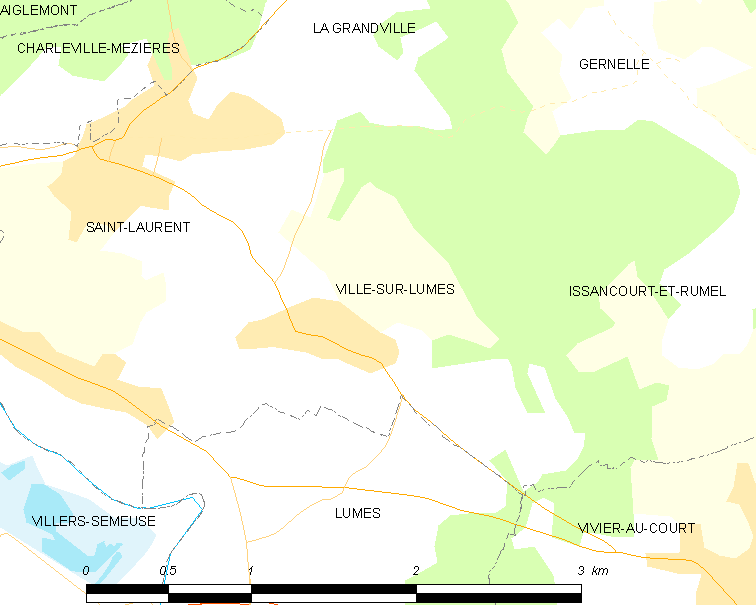
Карта коммуны